# Фрідонія (Канзас)
Фрідонія (англ. Fredonia) — місто (англ. city) в США, в окрузі Вілсон штату Канзас. Населення — 2151 особа (2020).

## Географія
Фрідонія розташована за координатами 37°31′59″ пн. ш. 95°49′20″ зх. д. / 37.53306° пн. ш. 95.82222° зх. д. (37.533095, -95.822348).  За даними Бюро перепису населення США в 2010 році місто мало площу 6,35 км², з яких 6,33 км² — суходіл та 0,02 км² — водойми.

### Клімат
| Клімат : Фрідонія                                          | Клімат : Фрідонія | Клімат : Фрідонія | Клімат : Фрідонія | Клімат : Фрідонія | Клімат : Фрідонія | Клімат : Фрідонія | Клімат : Фрідонія | Клімат : Фрідонія | Клімат : Фрідонія | Клімат : Фрідонія | Клімат : Фрідонія | Клімат : Фрідонія | Клімат : Фрідонія |
| Показник                                                   | Січ.              | Лют.              | Бер.              | Квіт.             | Трав.             | Черв.             | Лип.              | Серп.             | Вер.              | Жовт.             | Лист.             | Груд.             | Рік               |
| Абсолютний максимум, °C                                    | 23,9              | 31,1              | 34,4              | 36,7              | 37,2              | 43,3              | 49,4              | 46,7              | 43,9              | 37,8              | 30,0              | 26,1              | 49,4              |
| Середній максимум, °C                                      | 6,4               | 9,9               | 15,2              | 21,1              | 25,3              | 30,3              | 33,6              | 33,5              | 28,9              | 22,8              | 14,7              | 8,2               | 20,9              |
| Середній мінімум, °C                                       | −5,8              | −3,4              | 1,2               | 7,3               | 12,7              | 17,6              | 17,6              | 19,2              | 14,8              | 8,4               | 1,6               | −3,8              | 7,3               |
| Абсолютний мінімум, °C                                     | −29,4             | −25               | −21,7             | −11,1             | −3,3              | 6,1               | 8,3               | 6,7               | −3,9              | −10               | −16,1             | −26,1             | −29,4             |
| Норма опадів, мм                                           | 32                | 35                | 62                | 91                | 129               | 140               | 96                | 88                | 107               | 81                | 59                | 37                | 957               |
| ---------------------------------------------------------- | ----------------- | ----------------- | ----------------- | ----------------- | ----------------- | ----------------- | ----------------- | ----------------- | ----------------- | ----------------- | ----------------- | ----------------- | ----------------- |
| Джерело: http://www.wrcc.dri.edu/cgi-bin/cliMAIN.pl?ks2894 |                   |                   |                   |                   |                   |                   |                   |                   |                   |                   |                   |                   |                   |

## Демографія
Згідно з переписом 2010 року, у місті мешкали 2482 особи в 1048 домогосподарствах у складі 630 родин. Густота населення становила 391 особа/км².  Було 1255 помешкань (198/км²).
Расовий склад населення:
| - 95,4 % — білих - 1,6 % — корінних американців - 0,4 % — азіатів - 0,1 % — вихідців з тихоокеанських островів - 0,1 % — чорних або афроамериканців |

До двох чи більше рас належало 2,1 %. Частка іспаномовних становила 3,2 % від усіх жителів.
За віковим діапазоном населення розподілялося таким чином: 24,8 % — особи молодші 18 років, 53,4 % — особи у віці 18—64 років, 21,8 % — особи у віці 65 років та старші. Медіана віку мешканця становила 40,5 року. На 100 осіб жіночої статі у місті припадало 92,7 чоловіків;  на 100 жінок у віці від 18 років та старших — 86,7 чоловіків також старших 18 років.
Середній дохід на одне домашнє господарство  становив 46 420 доларів США (медіана — 37 292), а середній дохід на одну сім'ю — 51 355 доларів (медіана — 45 250). Медіана доходів становила 32 533 долари для чоловіків та 29 100 доларів для жінок. За межею бідності перебувало 19,0 % осіб, у тому числі 29,9 % дітей у віці до 18 років та 5,8 % осіб у віці 65 років та старших.
Цивільне працевлаштоване населення становило 1110 осіб. Основні галузі зайнятості: освіта, охорона здоров'я та соціальна допомога — 28,2 %, виробництво — 14,0 %, мистецтво, розваги та відпочинок — 13,5 %.